# 第三人称自称
第三人称自称（英語：illeism）是指使用第三人称而不是第一人称指代自己的行为。
漢字文化圈中，古人或今日的政治人物常自稱自己的名諱，作為一種表自謙的方式，如孔子常自稱「丘」；莊子則自稱為「周」。今日，尤其在書面文告中，比如張學良自稱「學良」，李登輝自稱「登輝」，黃信介自稱「信介」等。
在現代文學作品中，第三人称自称可以用于增强角色的可爱、孩子气的形象。

## 文学
- 在J·K·罗琳的《哈利·波特》系列中，小精灵多比使用「多比」进行自称。

## 實例
- 美国著名军事将领道格拉斯·麦克阿瑟在对他人讲述涉及到自己的故事时会使用「麦克阿瑟」自称。[1]